# Franck Obambou
Franck Perrin Obambou (ur. 26 czerwca 1995 w Libreville) – gaboński piłkarz występujący na pozycji obrońcy w reprezentacji Gabonu.
Franck Obambou zawodową karierę rozpoczął w południowoafrykańskim klubie z Randburga. Grał również Tucanes de Amazonas z Puerto Ayacucho, Akanda FC i Stade Mandji. W 2017 przeszedł do algierskiego ES Sétif.
27 grudnia 2016 José Antonio Camacho powołał go do reprezentacji Gabonu na Puchar Narodów Afryki 2017.